# カリーのパラドックス
カリーのパラドックス（英: Curry's paradox）は、素朴集合論や素朴論理学で見られるパラドックスであり、自己言及文といくつかの一見問題ない論理的推論規則から任意の文が派生されることを示す。名称の由来は論理学者のハスケル・カリーから。
ドイツの数学者マルティン・フーゴー・レープ（Martin Hugo Löb）の名をとって レープのパラドックスとも呼ばれている。

## 自然言語の場合
カリーのパラドックスの自然言語版は次のような文である。
この文が真なら、サンタクロースは実在する。
この文が真であると仮定する。すると、その内容からサンタクロースが実在するということが結論として得られる。これは conditional derivation（条件付き演繹）と呼ばれる自然演繹技法を使った推論である。
つまり、この文が真であるなら、サンタクロースは実在する — これはその文そのものと全く同じである。従ってこの文は真であり、サンタクロースは実在しなければならない。
この文形を使えばどんな主張も「証明」される。これがパラドックスである。

## 数理論理学の場合
証明しようとしている命題を Y とし、ここでは「サンタクロースは実在する」という命題を表すとする。次に X が真であれば Y が成り立つという文を X で表す。数学的にはこれを X = (X → Y) と記し、X が自分自身を使って定義されていることがわかる。証明は以下のようになる。
1. X → X
恒真式
2. X → (X → Y)
X = X → Y であることから、1 の右辺を置換
3. X → Y
2 に縮約規則を適用
4. X
X = X → Y であることから 3 を置換
5. Y
4 と 3 にモーダスポネンスを適用
派生として、Y が Z∧¬Z のような矛盾した形式の場合もある。この場合、X が X = (X → (Z∧¬Z)) となる。これに推論規則を適用していくと最終的に X = ¬X となり、嘘つきのパラドックスと等価である。

## 素朴集合論の場合
数理論理学的には自己言及文を含まなくとも、素朴集合論では次の集合 X から任意の論理式 Y を証明できる。
{\displaystyle X\ {\stackrel {\mathrm {def} }{=}}\ \left\{x|(x\in x)\to Y\right\}.}
証明は以下の通り。
{\displaystyle {\begin{matrix}{\mbox{1.}}&(X\in X)\iff ((X\in X)\to Y)&{\mbox{definition of X}}\\{\mbox{2.}}&(X\in X)\to ((X\in X)\to Y)&{\mbox{from 1}}\\{\mbox{3.}}&(X\in X)\to Y&{\mbox{from 2, contraction}}\\{\mbox{4.}}&((X\in X)\to Y)\to (X\in X)&{\mbox{from 1}}\\{\mbox{5.}}&X\in X&{\mbox{from 3 and 4, modus ponens}}\\{\mbox{6.}}&Y&{\mbox{from 3 and 5, modus ponens}}\end{matrix}}}
この場合も Y 自身が矛盾した論理式の派生形式がある。その場合の X は {\displaystyle \left\{x|(x\in x)\to (Z\wedge \neg Z)\right\}} となり、最終的に {\displaystyle \left\{x|(x\notin x)\right\}} が得られる。これは自分自身を含まない全集合の集合を表している。これはラッセルのパラドックスと等価である。

## 議論
カリーのパラドックスは以下のような条件を満たす任意の言語で表現できる。
1. 何らかの機構（疑問符、名詞、あるいは「この文」などの表現）により、その文自身に言及できるようになっている。
2. 真理述語を記述できる。つまり、言語名を "L" としたとき、"true-in-L" という意味の述語を記述できる。
3. 縮約規則が認められている。大まかに言えば、適当な仮説を必要に応じて何度でも適用できることを意味する。
4. 同一性の規則（A ならば A である）が認められ、モーダスポネンス（「Aである」と「AならばBである」から「Bである」が得られる）が認められる。

これ以外にも条件の組合せは考えられる。自然言語はほとんど必ずこれらの特徴を備えている。一方、数理論理学は一般に自己言及を明確に支持しないが、ゲーデルの不完全性定理は自己言及を行う方法が常に存在することを示唆している。真理述語も一般に存在しないが、素朴集合論では無制限の包含関係が許されることから真理述語も出てくる。縮約規則は一般に認められているが、線形論理ではこのパラドックスで必要とするような推論を許さない。
嘘つきのパラドックスやラッセルのパラドックスとは異なり、カリーのパラドックスは使われている「否定」のモデルに依存しない。このため、矛盾許容論理は嘘つきのパラドックスには耐性があるが、カリーのパラドックスには弱い。
カリーのパラドックスの解法は、自明でない解法であって難解で直観的でないため、議論がある。このような文が許容されるべきか否か、許容されない場合どうやって消し去るのか、あるいは無意味なのか、それとも真理という概念そのものが間違っているのか、論理学者らは結論を出すに至っていない。